# بارنز (کانزاس)
بارنز (به انگلیسی: Barnes) شهری در ایالت کانزاس کشور ایالات متحده آمریکا است که جمعیت آن در سرشماری سال ۲۰۱۰ میلادی، ۱۵۹ نفر بوده‌است.